# TT349
TT349 (Theban Tomb 349) è la sigla che identifica una delle Tombe dei Nobili ubicate nell'area della cosiddetta Necropoli Tebana, sulla sponda occidentale del Nilo dinanzi alla città di Luxor, in Egitto. Destinata a sepolture di nobili e funzionari connessi alle case regnanti, specie del Nuovo Regno, l'area venne sfruttata, come necropoli, fin dall'Antico Regno e, successivamente, sino al periodo Saitico (con la XXVI dinastia) e Tolemaico.

## Titolare
TT349 era la tomba di:
| Titolare | Titolo                      | Necropoli           | Dinastia/Periodo     | Note |
| -------- | --------------------------- | ------------------- | -------------------- | ---- |
| Thay     | Sovrintendente alle voliere | Sheikh Abd el-Qurna | inizi XVIII dinastia |      |

## Biografia
Uniche notizie biografiche ricavabili il nome della madre, Ipu, e della moglie Amenhotep, nonché il nome di uno dei figli maschi Userhat.

## La tomba
Planimetricamente TT349 si sviluppa con forma a "T"; una sala longitudinale porta a una sala trasversale. Le scene parietali sono molto danneggiate; nella sala longitudinale (1 in planimetria) [il defunto e la moglie] (?) offrono libagioni su un braciere e resti di testi dedicatori; sulla parete opposta (2) un uomo offre libagioni al [defunto e alla moglie] (?), tracce di scene di banchetto, di lavori agricoli, di un uomo che intreccia una cesta e di un uomo e una donna, nubiani, durante la mietitura. Un breve corridoio, sulle cui pareti (3) sono resti di testi dedicatori, immette nella sala trasversale; sulle pareti: il defunto (?) in offertorio accanto a un braciere (4); due donne (5) con offerte. Sul lato breve a nord [il defunto e la moglie] (?) accanto a un albero e poco oltre (7) cumulo di offerte. Al centro della parete (8) una nicchia contenente le statue del defunto, della moglie e della madre; tra le tre statue piccole raffigurazioni di figli (tra cui uno indicato come Userhat) e figlie.

### Annotazioni
1. ↑  La numerazione dei locali e delle pareti segue quella di Porter e Moss 1927, p. 400.
2. ↑  La prima numerazione delle tombe, dalla numero 1 alla 252, risale al 1913 con l'edizione del "Topographical Catalogue of the Private Tombs of Thebes" di Alan Gardiner e Arthur Weigall. Le tombe erano numerate in ordine di scoperta e non geografico; ugualmente in ordine cronologico di scoperta sono le tombe dalla 253 in poi.
3. ↑  I campi della Duat, ovvero l'aldilà egizio, si trovavano, secondo le credenze, proprio sulla riva occidentale del grande fiume.
4. ↑  Nella sua epoca di utilizzo, l'area era nota come "Quella di fronte al suo Signore" (con riferimento alla riva orientale, dove si trovavano le strutture dei Palazzi di residenza dei re e i templi dei principali dei) o, più semplicemente, "Occidente di Tebe".
5. ↑  le Tombe dei Nobili, benché raggruppate in un'unica area, sono di fatto distribuite su più necropoli distinte.
6. ↑  Le note, sovente di inquadramento topografico della tomba, sono tratte, fino alla TT252, dal "Topographical Catalogue" di Gardiner e Weigall, ed. 1913 e fanno perciò riferimento alla situazione dell'epoca.

### Fonti
1. ↑  Gardiner e Weigall 1913.
2. ↑  Donadoni 1999,  p. 115.
3. 1 2  Porter e Moss 1927, p. 415.
4. ↑  Porter e Moss 1927,  pp. 415-417.